# Cesare Pavese

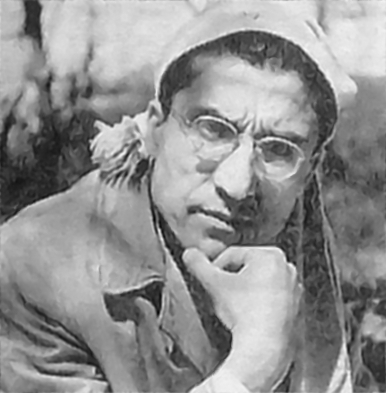
Cesare Pavese

Cesare Pavese (* 9. September 1908 in Santo Stefano Belbo; † 27. August 1950 in Turin) war ein italienischer Schriftsteller.

## Leben
Seine Kindheit verbrachte Pavese in Santo Stefano Belbo, einem kleinen Dorf der Langhe (Provinz Cuneo). 1914 starb sein Vater an einem Hirntumor.
Cesare Pavese verbrachte den Großteil seiner Jugend in Turin, wo er zunächst am Liceo Massimo d’Azeglio sein Abitur ablegte. Am Liceo begegnete er Augusto Monti, seinem Lehrer und späteren Freund. Durch diese Verbindung gewann er früh Kontakte zu antifaschistischen Kreisen und lernte u. a. Leone Ginzburg und Piero Gobetti kennen.
1927 begann er in Turin das Studium der Literaturgeschichte und schloss es 1930 mit einer Promotion über den amerikanischen Dichter Walt Whitman ab. Nach dem Studium begann eine intensive Phase der schriftstellerischen und übersetzerischen Tätigkeit. Er übersetzte Moby Dick von Herman Melville sowie Werke von John Dos Passos, William Faulkner, Sherwood Anderson, Sinclair Lewis, Daniel Defoe, James Joyce und Charles Dickens ins Italienische. Seit 1930 schrieb Pavese Beiträge über amerikanische Literatur für die Zeitschrift La Cultura. 1934 übernahm er die Stelle von Ginzburg in der Redaktion von La Cultura, da dieser und weitere Mitglieder der antifaschistischen Gruppe Giustizia e Libertà verhaftet worden waren.
Von 1928 bis 1935 entstanden die Gedichte, die 1936 unter dem Titel Lavorare stanca erschienen. Pavese war Mitglied der faschistischen Partei, da er sich davon Hilfe bei einer angestrebten Karriere im Schuldienst erwartete. Weil er eine Frau deckte, die unter seiner Adresse Post von Widerständlern erhielt, wurde er 1935 für einige Monate nach Brancaleone in Kalabrien verbannt. In dieser Zeit begann er mit dem literarischen Tagebuch Das Handwerk des Lebens (Il mestiere di vivere), das er bis zu seinem Tod fortführte. Seit 1938 arbeitete er in fester Anstellung für das Turiner Verlagshaus Einaudi und übernahm 1943 die Leitung der römischen Filiale des Verlags.
Während des Zweiten Weltkrieges zog er sich mit der Familie seiner Schwester aufs Land zurück. Er schloss mit dem jungen Schriftsteller Italo Calvino Freundschaft und war der erste, der als sein Lektor dessen Werke las. Später bezeichnete der inzwischen berühmte Calvino ihn als „meinen idealen Leser“. Nach dem Krieg zog er zunächst nach Serralunga di Crea, später nach Rom, Mailand und schließlich nach Turin. Pavese gewann 1950 den Literaturpreis Premio Strega für Der schöne Sommer (La bella estate). In einfühlsamen Erzählungen und Kurzromanen hat er unter anderem die dörfliche Welt Piemonts beschrieben. Pavese übersetzte während des Krieges Nietzsches Der Wille zur Macht.
In der Nachkriegszeit trat Pavese 1945 der Kommunistischen Partei Italiens bei.
In der Nacht vom 27. zum 28. August 1950 nahm sich Cesare Pavese in einem Hotelzimmer in Turin mit Barbituraten das Leben.

## Werk
Cesare Pavese blieb zeitlebens dem Schauplatz seiner Kindheit, dem Ort Santo Stefano Belbo, verbunden, was sich in seinem Werk an der Dialektik Kindheit und Erwachsenwerden sowie Land- und Stadtleben nachvollziehen lässt. Diese Motive sowie der Aspekt, dass sich für Pavese die Heimat als eine angeborene, ursprüngliche Identität darstellt, prägen sein Leben und Werk wesentlich. Im Roman Paesi tuoi (1941), das erste bedeutende Erzählwerk Paveses, wird der für Pavese typische Zusammenstoß von Stadt und Land thematisiert, der bereits in der Gedichtsammlung Lavorare stanca (1936) auftauchte. Kontrastiert wird von ihm das naturnahe Landleben und das in der Stadt, was angsterregend und anstrengend erscheint. Das Ländliche wird dabei mit Symbolen einer archaischen und mythischen Welt ausgestattet. Il diavolo sulle colline veranschaulicht das Stadt- und Landleben anhand dreier Jugendlicher, die in den Milieus und Landschaften Turins erwachsen werden.
Ein weiterer Aspekt seines Werks ist die problematische Beziehung zu Frauen. Er empfindet die Beziehung zu Frauen und das gemeinsame Leben mit ihnen nach mehreren enttäuschenden Erlebnissen als zunehmend unerträglich und zeichnet diese Empfindung und sein Frauenbild in seinen Erzählungen und Romanen nach. Exemplarisch für die Unmöglichkeit des menschlichen Zusammenlebens steht die Erzählung Viaggio di nozze (Hochzeitsreise). Gegenstand der Erzählung ist das problematische Verhältnis eines jungen Ehepaares, bei dem es dem Mann nicht gelingt, sich aus seiner egozentrischen Isolierung einen Weg zu seiner Frau zu bahnen. Bezeichnend dafür ist ein Satz aus Paveses Tagebuch, geschrieben im September 1946: „Sie sind ein feindliches Volk, die Frauen – wie das deutsche Volk.“ Pavese hielt sich selbst für 'potenzkrank'.

## Zitate
„Die einzige Freude auf der Welt ist das Anfangen. Es ist schön zu leben, weil leben anfangen ist, immer und in jedem Augenblick.“

„Die Liebe ist eine Krise, die Abneigung hinterlässt.“

„Stumm werden wir in den Abgrund steigen.“

„Der Kommunist … hat Nächstenliebe und felsenfesten Sinn. Er weiß, dass am Ende alles eisern ist, und tut doch das Gute.“

## Auszeichnungen
- 1950: Premio Strega

## Ausgewählte Werke

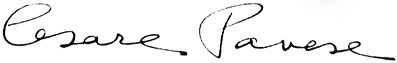
Cesare Paveses Unterschrift

### Prosa
- Der Kerker (Il carcere, 1938)
- Der schöne Sommer (La bella estate, 1940)
- Unter Bauern (Paesi tuoi, 1941)
- Am Strand (La Spiaggia, 1942)
- Das Haus auf der Höhe,  auch: Das Haus auf dem Hügel (La casa in collina, 1948)
- Feria d’agosto (1945)
- Der Genosse (Il compagno, 1947)[8]
- Gespräche mit Leuko (Dialoghi con Leucò, 1947)[9]
- Der Teufel auf den Hügeln (Il diavolo sulle colline, 1948)[10]
- Die einsamen Frauen (Tra donne sole, 1949)
- Junger Mond, auch: Der Mond und die Feuer (La luna e i falò, 1950)
- Das Handwerk des Lebens (Tagebuch 1935–1950; Il mestiere di vivere, 1952)
- Großes Feuer (Fuoco grande, posthum 1959). Gemeinsam verfasst mit Bianca Garufi
- Sämtliche Erzählungen (Racconti, 1960)
  - Die Wiese der Toten
- Andere Tage, andere Spiele (Ciau Masino, posthum 1968)

### Lyrik
- Lavorare stanca (1936)
- La terra e la morte (1947)
- Verrà la morte e avrà i tuoi occhi (1951)
- Hunger nach Einsamkeit – Sämtliche Gedichte
- Sämtliche Gedichte (Düsseldorf 1988, ISBN 3-546-47406-6)

### Essays
- Il mestiere del poeta (1934)
- A proposito di certe poesie non ancora scritte (1940)
- Il mito (1950)

## Verfilmungen
- 1955 – Die Freundinnen (Le amiche)
- 1960 – Süße Begierde (I dolci inganni)
- 1978 – Fiori d’Autunno
- 1978 – Von der Wolke zum Widerstand (Dalla nube alla resistenza)
- 1985 – Der Teufel auf den Hügeln. Fernsehfilm von Vittorio Cottafavi
- 2006 – Jene ihre Begegnungen (Quei loro incontri)
- 2023 – Der schöne Sommer (La bella estate)